# Gymnasium am Stadtgarten (Saarlouis)
Das Gymnasium am Stadtgarten (SGS = Saarlouiser Gymnasium am Stadtgarten) ist ein humanistisches Gymnasium in Saarlouis. Neben dem Ludwigsgymnasium in Saarbrücken ist das SGS das zweitälteste Gymnasium im Saarland.

## Geschichte

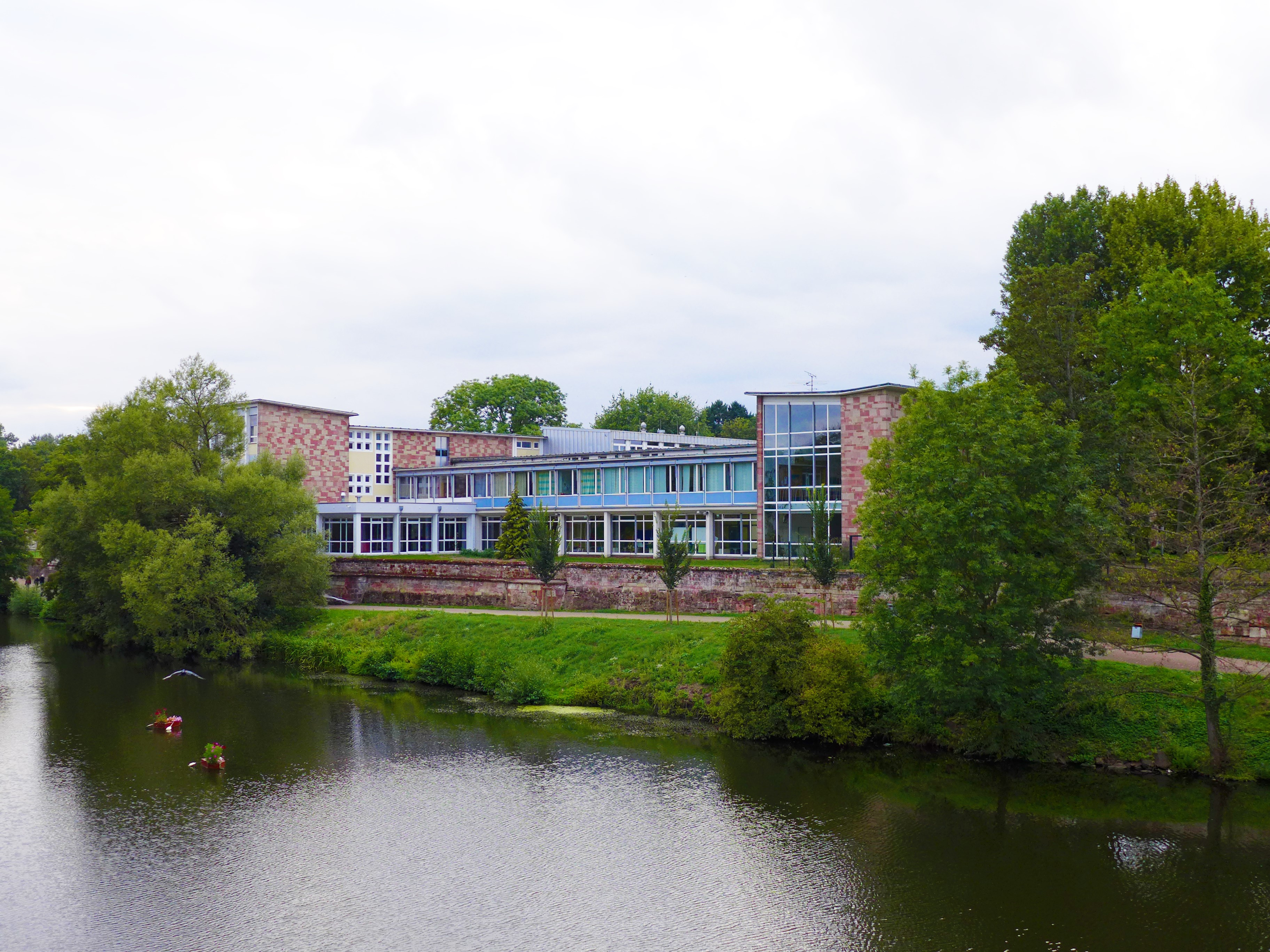
Gymnasium am Stadtgarten (Saarlouis), errichtet 1958–1960 von Heinrich Latz anstelle des im Jahr 1957 abgerissenen Militärhospitals von 1680–1685

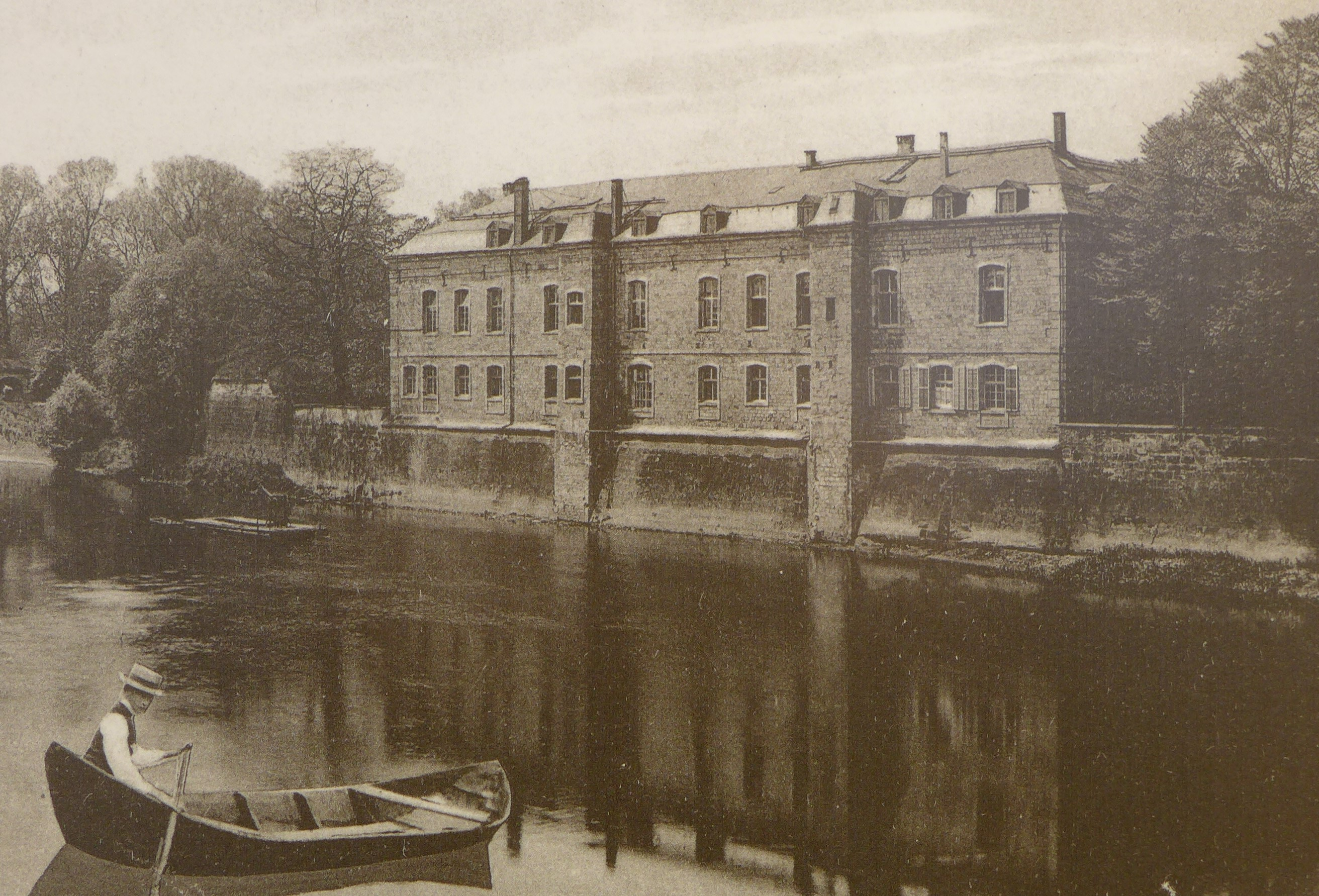
Saarlouis, Lazarettgebäude, abgerissen 1957, heute Standort des Saarlouiser Gymnasiums am Stadtgarten (Aufnahme um 1900)

Das heutige Gymnasium am Stadtgarten wurde 1691 im Zuge der Übersiedlung der Augustinermönche nach Saarlouis in Form eines Collèges gegründet. Der Bau auf dem Gelände des heutigen Canisianums in der Stiftstraße wurde von Ludwig XIV. begrüßt.

Neues Logo des SGS, seit 2010

1751 wurden die Mönche des Klosters in Saarlouis aus politischen Gründen durch Augustiner-Mönche aus Paris ersetzt. In dieser Zeit zählte auch Michel Ney zu den Schülern des Collèges, welches jedoch während der französischen Revolution 1790 geschlossen wurde. Da in ganz Frankreich Ordensgelübde untersagt wurden, war auch ein Weiterbestehen der Klosterschule nicht möglich. Wiedereröffnet wurde die Schule spätestens wieder 1803 als städtisches Collège und im Jahre 1808 der Académie Metz zugeordnet.
Mit dem Ende der französischen Herrschaft in Saarlouis wurde das städtische Collège im November 1815 aufgelöst und dem preußischen Staat übertragen. 1816 wurde der Lehrbetrieb am preußischen Collegium in den Räumlichkeiten des ehemaligen Augustiner- und späteren französischen Colleges wieder aufgenommen, doch bereits 1822 musste die Schule aufgrund finanzieller Schwierigkeiten schließen. Im Juni 1826 wurde das Collegium als Höhere Städtische Schule wiedereröffnet. Alte Traditionen wie die Unterrichtung von Latein und Griechisch wurden trotz der neuen politischen Lage weitergeführt, wenn auch mit unterschiedlichen Intensitäten, da sich die exakte Schulform in den folgenden Jahrzehnten noch öfter änderte:
- 1826–1830: Höhere Städtische Schule
- 1830–1850: Höhere Bürgerschule
- 1850–1862: Progymnasium
- 1862–1882: Höhere Bürgerschule
- 1882–1888: Realprogymnasium
- 1888–1902: humanistisches Progymnasium
- seit 1902: Vollgymnasium

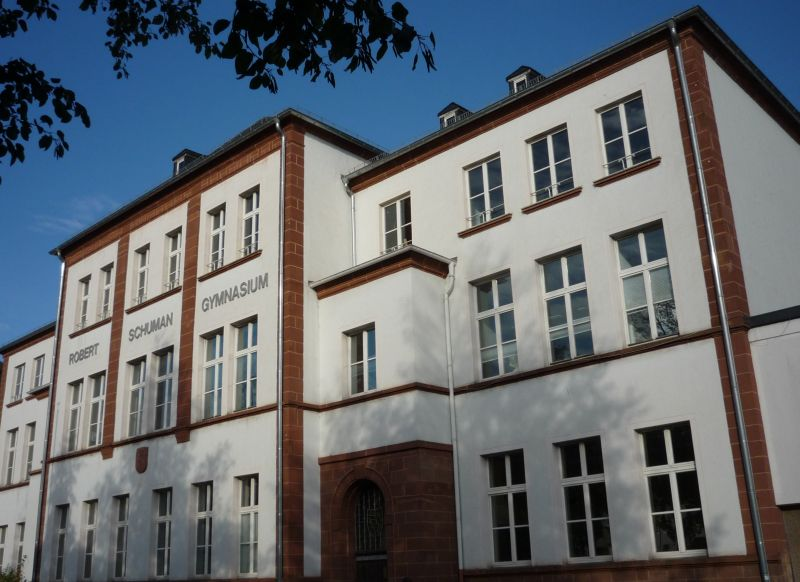
Ehemalige Räumlichkeiten 1898–1960

In der Folgezeit zog die Schule immer mehr Schüler an, sodass Platznot bestand und sich der Stadtrat ab 1860 um den Bau eines größeren Schulgebäudes bemühte (1869: 199 Schüler, 1872: 192 Schüler). 1895 begann schließlich der Bau des neuen Gebäudes am Prälat-Subtil-Ring, dass im Oktober 1898 bezogen werden konnte. Heute befindet sich in diesem Gebäude das Robert-Schumann-Gymnasium. 1902 wurden durch den Ausbau zum Vollgymnasium die ersten Reifeprüfungen von insgesamt 13 Absolventen abgelegt. 1905 erhielt das „Humanistische Knabengymnasium Saarlouis“ einen Erweiterungsbau.
Im Ersten Weltkrieg war ein durchgehender Unterricht undenkbar, zeitweise wurde das Schulgebäude sogar als Truppenunterkunft und Materialdepot genutzt. Aber auch in der darauf folgenden Besatzungszeit war kein problemloser Unterricht möglich.
Ab 1938 wurde aus dem Gymnasium Saarlouis die „Jungenoberschule Saarlautern“, die sich der nationalsozialistischen Ideologie nicht entziehen konnte, aber trotzdem ihre katholische und humanistische Tradition fortführte. Im Zweiten Weltkrieg war Unterricht ebenfalls nahezu unmöglich, u. a. wegen Evakuierungen und ständigem Fliegeralarm in den letzten Kriegsjahren. Zudem musste das Schulgebäude als Ersatz für die durch einen Luftangriff im September 1942 zerstörte Elisabeth-Klinik dienen. Zwischen 1939–1940 und 1944–1945 blieb die Jungenoberschule wegen Evakuierung der Zivilbevölkerung geschlossen. Nach Kriegsende wurde parallel zu der von der französischen Besatzung festgeschriebenen Erstfremdsprache Französisch der Latein-Zweig gepflegt.

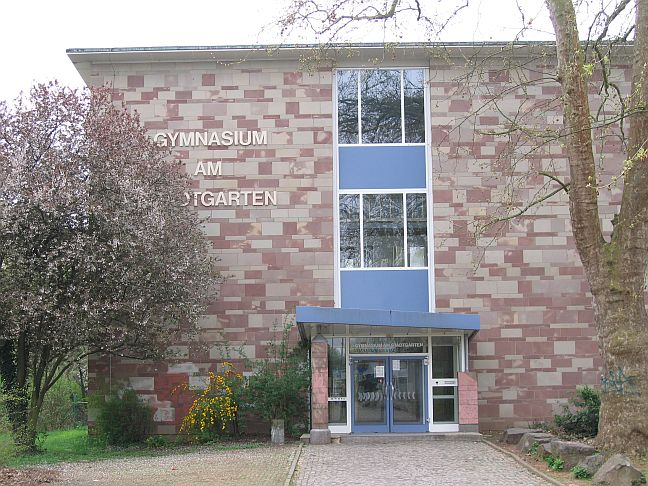
Eingang des SGS

Im Januar 1949 ging die Schule in saarländischen Staatsbesitz über, da die Stadt die finanziellen Mittel für die wachsenden Schülerzahlen (1950: 320 Schüler) nicht mehr aufbringen konnte. Im November 1960 erfolgte der Umzug in das neu errichtete, heutige Schulgebäude auf dem Hornwerk im Stadtgarten, das in den Jahren 1958–1960 nach Plänen von Heinrich Latz gebaut worden war. Zu diesem Zweck hatte man das alte Militärhospital aus den Jahren 1680–1685 abgerissen. Nur die Substruktionsmauern des traditionsreichen Barockgebäudes aus der Zeit Ludwigs XIV. blieben erhalten.
Das alte Militärhospital hatte bis zum Jahr 1920 dem preußischen Militärfiskus unterstanden, ging dann in die Verwaltung der Regierungskommission des Saargebietes über und wurde von dieser an den Caritas-Verband Saarbrücken vermietet. Der Verband stellte das Gebäude der „Kongregation der Schwestern vom heiligen Josef“ (Trier) zur Verfügung. Das Gebäude diente nun unter dem Namen „Gertrudenstift“ als Kloster (benannt nach der Ordensgründerin Mutter Gertrud, Josephine Gräfin Schaffgotsch, 1850–1922). Der Orden betrieb im Gebäude eine Bildungsstätte für junge schutzbedürftige Mädchen, die hier in Hauswirtschaft und dem Schneiderhandwerk unterrichtet wurden. Die im Gertrudenstift tätige, jüdischstämmige Schwester Mirjam (Else Michaelis, 1889–1942) wurde von der Ordensleitung nach der Angliederung des Saargebietes an das nationalsozialistische Deutsche Reich von Saarlouis aus in die Niederlande gebracht, um sie der Verfolgung durch das Regime zu entziehen. Sie wurde aber am 2. August 1942 aufgegriffen und am 9. August 1942 in Auschwitz ermordet.
Das Gertrudenstift wurde im Jahr 1936 geschlossen, da das Haus als ehemaliges Militärgebäude von der Wehrmacht zurückverlangt wurde. Während die Mädchen im Kloster zum Guten Hirten in Trier untergebracht wurden, zogen die Schwestern nach Gersweiler, wo die Pfarrei ihnen das Angebot machte, das dortige „St. Josefshaus“ zu übernehmen.
Unmittelbar nach dem Zweiten Weltkrieg betrieb die Polstermöbelfabrik Flasche im Gebäude eine Fabrikationsstätte.
Das Gebäude am Prälat-Subtil-Ring bot, nach dem von Heinrich Latz errichteten Neubau an der Stelle des abgerissenen Gertrudenstifts nun dem Mädchengymnasium, das 1978 in Robert-Schumann-Gymnasium umbenannt wurde, neuen Platz. Ein sprunghafter Anstieg der Schülerzahlen in den 1960ern erforderten bereits 1965 am Staatlichen Gymnasium Saarlouis am Stadtgarten (SGS) einen Erweiterungsbau, der 1970 fertiggestellt wurde, jedoch immer noch nicht genügend Platz bot (1970: 1440 Schüler), so dass einige Klassen auf andere Schulen ausgelagert werden mussten. Für Mädchen ist das SGS seit 1973 geöffnet (erste gemeinsame Abiturprüfung: 1981).
Heute ist das Gymnasium am Stadtgarten Saarlouis eine Schule des Landkreises. Nach einer zeitweiligen Stabilisierung der Schülerzahlen in den achtziger (1980: 1028 Schüler) und neunziger Jahren (1990: 703 Schüler) wurde aufgrund erneuter wachsender Schülerzahlen im Juli 2004 ein weiterer Anbau für 840.000 Euro fertiggestellt.
2006 wurde der Schulhof für 40.000 Euro neu gestaltet und in den Sommerferien 2007 das Lehrerzimmer renoviert. Im Februar 2011 wurde die ehemalige Direktorenresidenz und zuletzt genutzte Hausmeisterwohnung im Zuge des Ganztagsangebots (seit 2009) in eine Ganztagsbetreuungsstätte mit dem Namen Villa Giardino umfunktioniert. Im Sommer 2012 wurde die Aula renoviert und mit Fenstern ausgestattet.

### Direktoren
| - 1820–1822: Thomas Simon (1794–1869) - 1830–1834: Vikar Draeger - 1834–1847: Johann Baptist Kühl (1810–1848) - 1847–1849: Johann Peter Schmidt - 1849–1857: Anton Joseph Knitterscheid (1821–1907) - 1857–1862: Peter Joseph Meyer (1820–1892) - 1862–1864: Hermann Josef Huyn (1832–1864) - 1864–1871: Joseph Hilgers (1828–1871) - 1872–1875: Carl Sirker (Latein, Altgriechisch, Mathematik, Geschichte) - 1876–1895: Hugo Thele (Latein, Altgriechisch, Englisch, Französisch) - 1895–1907: Emil Kramm (Allgemeine Pädagogik, Deutsch) | - 1907–1914: Paul Fischer (Latein, Altgriechisch, Geschichte, Erdkunde) - 1914–1929: Herrmann Disselbeck (1876–1959) - 1929–1944: Peter Miesges (Latein, Altgriechisch, Deutsch, Propädeutik) - 1945–1952: Mathias Groebel (Latein, Altgriechisch, Erdkunde) - 1952–1955: Peter Schwarz (Latein, Deutsch, Geschichte) - 1955–1956: Albert Schwarz (Biologie, Chemie) - 1956–1965: Joseph Holzer (Latein, Altgriechisch, Hebräisch) - 1966–1979: Ernst Turner (Latein, Französisch, Geschichte) - 1980–2002: Hans-Jochen Ruland (Latein, Altgriechisch, Hebräisch, Französisch) - 2002–2008: Ulrich Heger (Mathematik, Physik, Informatik) - 2008–2022: Sabine Blatt (Deutsch, Französisch) |

### Stellvertretende Schulleiter
- 1956–1964 Ferdinand Henke (Mathematik, Physik, Sport)
- 1964–1965 Hans Arweiler (Franz., Deutsch, Sport)
- 1965–1967 Aloys Kiefer (Latein, Franz., Geschichte)
- 1967–1992: Werner Ditzler (Deutsch, Geschichte)
- 1992–1998: Gerold Fischer (Mathematik, Physik, Informatik)
- 1998–2009: Gerhard Weis (Erdkunde, Sport, Politik)
- 2010–2015: Christian Lanyi (Mathematik, Physik)
- seit 2016: Jörg Theobald (Religion, Geschichte, Politik)

## Sprachenfolge
Von 1962 bis 2012 wurde der altsprachliche Zweig „Latein (1. FS) Französisch (2. FS) Englisch/Griechisch (3./4. FS)“ angeboten. Dieser wurde 2012 durch den neuen Latein plus Englisch-Zweig ersetzt, der im Vergleich vor allem verstärkt den Englisch-Unterricht fördert. Weitere Angebote: Griechisch als freiwillige 4. Sprache sowie ein bilinguales Angebot in Englisch in Sachfächern.
| Neusprachlicher Zweig (seit 1997)                    | Latein plus Englisch-Zweig (seit 2012)                       |
| ---------------------------------------------------- | ------------------------------------------------------------ |
| Französisch (ab Klasse 5 verpflichtend bis Klasse 9) | Latein und Englisch (ab Klasse 5 verpflichtend bis Klasse 9) |
| Englisch (ab Klasse 6 verpflichtend bis Klasse 9)    | Französisch (ab Klasse 8 verpflichtend bis Klasse 10)        |
| Spanisch (ab Klasse 8 verpflichtend bis Klasse 10)   | Griechisch (ab Klasse 8 optional als 4. Fremdsprache)        |

In Klassenstufe 10 kann die erste oder zweite Fremdsprache entfallen. Im Kurssystem Kl. 11/12 können ein oder zwei Fremdsprachen belegt werden.

## Aufbau
Das Gymnasium verfügt neben den Klassenräumen über je zwei Biologie- (D22, D24), Physik- (D32, E31) und Chemiesäle (E36, E38), wobei jeweils einer ein Hörsaal ist. Überdies gibt es funktionale Vorbereitungsräume. Die beiden Musiksäle (A24, A25) sind mit jeweils einem Flügel sowie 13 Keyboards und etlichen Musikinstrumenten ausgestattet., Daneben existieren drei Kunsträume/Ateliers (E32, E33, E35), eine Aula (A22), zwei Computerräume (A34, B24), zwei gesellschaftswissenschaftliche Computerräume zwei Turnhallen (T1, T2), Räumlichkeiten für die Ganztagsbetreuung und eine Bibliothek (E11, E12).

## Bekannte Schüler
- Michel Reneauld (1760–1826), Divisionsgeneral unter Napoleon, Bürgermeister von Saarlouis
- Michel Ney (1769–1815), Marschall von Frankreich
- Hubert Ney (1892–1984), Jurist, saarländischer Politiker (Zentrum, CVP, CDU, CNG), MdL, Ministerpräsident des Saarlandes (1956–1957), Abitur 1912
- Wilhelm Caroli (1895–1942), katholischer Priester, Verfolgter des NS-Regimes, als Häftling im KZ Dachau verhungert. Besuchte die Schule bis 1912, Abitur 1914 in Mayen
- Nikolaus Fox (1899–1946), Pädagoge, Volkskundler und Heimatdichter, Abitur 1917
- Alois Spaniol (1904–1959), deutscher Nationalsozialist, Gauleiter des Saargebiets (1933–1934) und Bürgermeister von Andernach (1935–1945), verließ die Schule 1918 ohne Abitur
- Ernst Coenen (1906–1996), Jurist, Diplomat in der Zeit des Nationalsozialismus, danach Wirtschaftsjurist, Abitur 1925
- Servatius Ludwig (1907–1946), Benediktinerpater und Missionar in der Mandschurei, Abitur 1927
- Heinrich Draeger (1907–1991), Ingenieur und deutscher Politiker (CDU), MdB von 1957–1972, Abitur 1927
- Hermann Mathias Görgen (1908–1994), Geisteswissenschaftler, deutscher Politiker (CVP, CSU), MdB von 1957–1961, Abitur 1928
- Wilhelm Silvanus (1927–1999), deutscher Politiker (CDU, SPD), MdL von 1965–1985 im Landtag des Saarlandes, besuchte die Schule bis 1944, Abitur nach 1945 in Trier
- Erwin Sinnwell (1929–2014), Betriebswirt und Politiker (CDU), Saarländischer Wirtschaftsminister (1974–1977), Abitur 1949
- Alban Rupp (1932–2024), Generalbevollmächtigter Technik der Deutschen Lufthansa, Melvin-Jones-Fellow-Award, Abitur 1952
- Franz-Josef Reichert (1934–2012), Kunsthistoriker, Journalist und Programmdirektor beim Saarländischen Rundfunk (1996–1999), Abitur 1954
- Helmut Feld (1936–2020), Theologe und Kirchenhistoriker, Abitur 1956
- Dieter Gruschke (1939–2019), Jurist, deutscher Politiker (SPD), MdL von 1985–1995 im Landtag des Saarlandes, Abitur 1959
- Peter Latz (* 1939), Prof. Dipl.-Ing. Landschaftsarchitekt und Stadtplaner, Sohn von Heinrich Latz (Architekt des aktuellen Gymnasiumsgebäudes), Abitur 1960
- Gerhard Wack (* 1945), Jurist, deutscher Politiker, Staatssekretär beim saarländischen Finanzministerium (1999–2012), Abitur 1965
- Karl-Heinz Pohl (* 1945), Professor für Sinologie (1992–2010), Abitur 1966
- Manfred Spoo (* 1953), Wirtschaftswissenschaftler, Journalist beim Saarländischen Rundfunk (1983–2013), Freier Schriftsteller
- Peter Gillo (* 1957), Soziologe, deutscher Politiker (SPD), Direktor des Regionalverbands Saarbrücken (seit 2009), MdL von 1990–2009 im Landtag des Saarlandes, besuchte die Schule bis 1975
- Peter Altmaier (* 1958), Jurist, deutscher Politiker (CDU), MdB, Bundesumweltminister (2012–2013), Kanzleramtsminister (2013–2017), Bundeswirtschaftsminister (ab 2018), Abitur 1978
- Georg Skalecki (* 1959), Kunsthistoriker, Landeskonservator, Leiter Landesamt für Denkmalpflege Bremen (seit 2001), Abitur 1978
- Claus-Michael Lehr (* 1961), Professor für Pharmazie an der Universität des Saarlandes
- Patrik Lauer (* 1964), Jurist, deutscher Politiker (SPD), Landrat des Landkreises Saarlouis (seit 2012), Abitur 1984
- Gustav Rivinius (* 1965), Cellist und Professor für Violoncello, u. a. erster deutscher Preisträger beim Tschaikowski-Wettbewerb Moskau 1990, Abitur 1984
- Andreas Gergen (* 1973), Schauspieler, Regisseur für Oper, Operette, Musical und Theaterdirektor, Träger des Deutschen Comedypreises, Abitur 1993
- Anne Fleck (* 1972), Präventiv- und Ernährungswissenschaftlerin, Gesundheitsexpertin, Mitglied der „Ernährungsdocs“ (bekannt aus Fernsehen),  Bestsellerautorin, Abitur 1991[15]
- Maxim Maurice (* 1989), (alias Philipp Daub), Zauberkünstler, Großillusionist (deutscher Vizemeister) und Moderator, Auftritte und Shows im In- und Ausland,  Abitur 2008

## Bekannte Lehrer
- Alexandra Kertz-Welzel, Professorin für Musikpädagogik an der LMU München, am SGS 2005–2011

## Kooperation
Um ein breites Angebot von Oberstufenkursen vorzuhalten, kooperieren die drei Saarlouiser Gymnasien MPG, RSG und SGS seit über vier Jahrzehnten erfolgreich miteinander.

## Bistro
Im Zuge der Errichtung von G8-Ganztagsschulen eröffnete im Oktober 2005 nach sechsmonatigem Umbau des ehemaligen Chemietraktes für 225.000 Euro eine Schulkantine mit 80 Sitzplätzen mit dem Namen SG-Ess-Treff. Im April 2013 wurde das Bistro um eine Außenterrasse („Malzbiergarten“) und im Dezember 2014 um einen Wintergarten für 310.000 Euro erweitert.

## Schüleraustausch
Der erste Schüleraustausch des SGS wurde 1987 vom damaligen Lehrer Anton Tressel in die Wege geleitet. Der Austausch stellte damit gleichzeitig die erste Ost-West-Schulpartnerschaft in Deutschland dar:
- Frankreich: Château-Salins, Austausch in den Klassenstufen 5+6 (seit 2013)
- Frankreich: Saargemünd, Austausch mit dem Collège Fulrad Kl. 6/7 – gemeinsamer Skikurs in den frz. Alpen
- Frankreich: St. Nazaire, Austausch in den Klassenstufen 8+9 (seit 1990)
- Frankreich: Aix-en-Provence, Austausch in den Klassenstufen 10+11 (seit 2012)
- Ungarn: Budapest, Austausch in der Klassenstufe 9 (seit 1987)
- Spanien: Almería, Austausch in der Klassenstufe 10 (seit 2009)
- Brasilien: Rio de Janeiro, Austausche in den Klassenstufen 8+9 (seit 2011)

## Sport
Vielfältige und zahlreiche Erfolge von SGS-Teams bei Wettbewerben (u. a. „Jugend trainiert für Olympia“) im In- und Ausland.
Seit 1992 findet jedes Jahr im Januar für alle Schüler der Klassenstufe 7 eine einwöchige Skilehrfahrt nach Österreich (Piesendorf, Alpbachtal) sowie ergänzend seit 2015 nach Morzine in Frankreich (Austausch mit Saargemünd) statt.